# Marshall Colt
Marshall Colt (New Orleans, 26 ottobre 1948) è un attore statunitense.

## Biografia
Laureato in fisica, dal 1994 è libero professionista in psicologia. Ha un passato da Ufficiale di Marina per la United States Navy. La sua carriera di attore va dal 1976 al 1995, con la partecipazione a pellicole come I mastini del Dallas (1979), Doppio taglio (1985), alla serie poliziesca La legge di McClain (1981) con James Arness, e in Lottery! (1983). È apparso in altre popolari serie come Le strade di San Francisco, Walker Texas Ranger e La signora in giallo.

## Filmografia parziale

### Cinema
- Fury (The Fury), regia di Brian De Palma (1978)
- I mastini del Dallas (North Dallas Forty), regia di Ted Kotcheff (1979)
- Doppio taglio (Jagged Edge), regia di Richard Marquand (1985)
- Fiori nell'attico (Flowers in the Attic), regia di Jeffrey Bloom (1987)
- Illegalmente tuo (Illegally Yours), regia di Peter Bogdanovich (1988)

### Televisione
- Le strade di San Francisco (The Streets of San Francisco) - serie TV, episodio 5x10 (1976)
- Barnaby Jones - serie TV, episodi 7x18-8x07 (1979)
- La legge di McClain (McClain's Law) - serie TV, 15 episodi (1981-1982)
- Lottery! - serie TV, 17 episodi (1983-1984)
- La signora in giallo (Murder, She Wrote) - serie TV, episodio 7x21 (1991)
- Walker Texas Ranger - serie TV, episodi 4x09-4x10 (1995)

## Doppiatori italiani
Nelle versioni in italiano delle opere in cui ha recitato, Marshall Colt è stato doppiato da:
- Giorgio Locuratolo in Lottery!
- Silvio Anselmo in La legge di McClain
- Enrico Di Troia in La signora in giallo